# NGC 6302
NGC 6302 (také známá jako Bug Nebula nebo Caldwell 69) je bipolární planetární mlhovina v souhvězdí Štíra. Objevil ji americký astronom Edward Emerson Barnard v roce 1880. Vnitřním uspořádáním se řadí mezi nejsložitější pozorované planetární mlhoviny. Spektrum mlhoviny ukazuje, že její centrální hvězda je jednou z nejžhavějších hvězd v Galaxii, protože má povrchovou teplotu více než 200 000 K, a původní hvězda tedy musela být velmi hmotná.
Centrální hvězda, bílý trpaslík, byla přímo pozorována až v roce 2009 pomocí přístroje Wide Field Camera 3 Hubbleova vesmírného dalekohledu.
V současnosti má hvězda hmotnost přibližně 0,64 hmotností Slunce. Je obklopena zvlášť hustým diskem plynu a prachu. Předpokládá se, že tento disk způsobil bipolární skladbu mlhoviny ve tvaru přesýpacích hodin.
Tato bipolární skladba vykazuje mnoho zajímavých jevů, jako například ionizační stěny, chomáče a ostré hrany jejích laloků.

## Pozorování

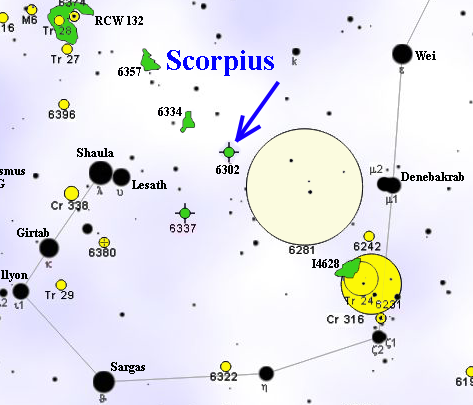
Poloha NGC 6302 v souhvězdí Štíra

NGC 6302 se na obloze nachází na místě výhodném pro její nalezení, protože leží 1° severně od spojnice dvou hvězd třetí magnitudy μ1 a μ2 Scorpii a jasné hvězdy s magnitudou 1,6 a jménem Shaula (λ Scorpii), 4 stupně západně od této hvězdy. Tuto mlhovinu je možné vyhledat dokonce i triedrem 10x50, i když je k tomu potřeba čistá obloha a mlhovina musí být vysoko nad obzorem. Pomocí dalekohledu o průměru 140 mm je možné pozorovat její protažení východo-západním směrem. Na snímcích zachycených amatérskými dalekohledy je zřetelná její nepravidelnost, která může připomínat rozmáčknutého brouka a na velmi podrobných fotografiích připomíná obrys motýlích křídel.
Její deklinace je docela jižní, a proto je tato mlhovina ve většině obydlených oblastí severní polokoule těžko pozorovatelná. Ze severní a střední Evropy v podstatě není viditelná, stejně to platí pro většinu území Kanady, zatímco ve Středomoří, Spojených státech a Střední Asii vystupuje nízko nad obzor. Na jižní polokouli je dobře pozorovatelná, protože v mírném podnebném pásu vystupuje vysoko k zenitu. Nejvhodnější období pro její pozorování na večerní obloze je od dubna do září.

## Historie pozorování
Mlhovina musela být známa již před rokem 1888, v tomto roce byl totiž vydán New General Catalogue, ve kterém je zahrnuta. Mnoho zdrojů připisuje její nalezení Jamesi Dunlopovi v roce 1826.
O'Meara však tvrdí, že ji Dunlopovi omylem přisoudil Edward Emerson Barnard. Ten vydal první známou studii o NGC 6302 v roce 1906.
Od té doby se na ni zaměřilo mnoho odborných prací, které objevily zajímavé vlastnosti mlhoviny, hodné dalšího studia. V posledních letech se zájem přesunul z diskuzí o typu buzení mlhoviny (rázová vlna nebo fotoionizace) směrem k vlastnostem velké prachové složky.
Na mlhovinu se zaměřily některé z prvních snímků Hubbleova vesmírného dalekohledu po jeho poslední servisní misi v září 2009.

## Vlastnosti
NGC 6302 má složitou skladbu. Kromě dvou hlavních laloků má ještě druhý pár laloků, který může souviset s předchozím obdobím odvrhování hmoty z centrální hvězdy. Ve střední části mlhoviny se nachází tmavý pás, který centrální hvězdu zastiňuje na všech vlnových délkách.
Pozorování mlhoviny naznačují, že ji obepíná prstenec podobný tomu, který byl nalezen kolem mlhoviny Menzel 3 (Ant Nebula). Osa mlhoviny svírá s plochou oblohy úhel 12,5°.
Severozápadně od centrální hvězdy se nachází výrazný lalok, který sahá až do vzdálenosti 3' od centrální hvězdy a odhaduje se, že vznikl výbuchem před 1 900 lety. Nachází se v něm kruhová část, jejíž stěny se šíří přesně Hubbleovým způsobem - rychlost proudění úměrně roste se vzdáleností od centrální hvězdy. V úhlové vzdálenosti 1,71' od centrální hvězdy je změřená rychlost šíření tohoto laloku 263 km/s a nejvzdálenější konec laloku se šíří rychlostí větší než 600 km/s. Západní hrana laloku vykazuje známky srážky s plynovými globulemi, které v této oblasti ovlivnily rychlost šíření.

## Centrální hvězda
Centrální hvězda mlhoviny, jedna z nejžhavějších známých hvězd, unikala objevení díky spojení její vysoké teploty (nejvíce vyzařuje v ultrafialové oblasti), prachového prstence (pohlcuje velkou část světla ze středové oblasti, zvláště pak ultrafialového) a jasného pozadí hvězdy. Na prvních snímcích HST nebyla vidět.
Odhalily ji až snímky z přístroje HST Wide Field Camera 3, který má vyšší rozlišení a větší citlivost. Její udávaná teplota je 200 000 K a hmotnost 0,64 hmotností Slunce. Původní hmotnost hvězdy před výbuchem byla mnohem větší, ale většina hmoty byla odvržena a vytvořila planetární mlhovinu. Svítivost a teplota hvězdy naznačují, že v ní skončily jaderné reakce, pohasíná předpokládaným tempem 1% za rok a postupně se stane bílým trpaslíkem.

## Chemické složení prachu
Výrazný prachový pás, který prochází středem mlhoviny, vykazuje výjimečné chemické složení. Jsou v něm obsaženy různé krystalické křemičitany, krystalický vodní led a křemen spolu s dalšími složkami, které byly vyhodnoceny jako první objev uhličitanů mimo sluneční soustavu.
Tento objev byl popřen kvůli obtížnosti tvorby uhličitanů v bezvodém prostředí.
Spor zatím zůstává nevyřešen.
Jednou z nejzajímavějších vlastností prachu v této mlhovině je současná přítomnost látek bohatých na kyslík (křemičitany) a bohatých na uhlík (polyaromatické uhlovodíky).
Hvězdy obyčejně bývají bohaté buď na kyslík nebo na uhlík a přechod od prvního typu k druhému nastává v pozdním období vývoje hvězdy kvůli jaderným a chemickým změnám v její atmosféře. NGC 6302 patří do skupiny objektů, ve kterých se uhlovodíkové molekuly vytvořily v prostředí bohatém na kyslík.

## Galerie obrázků

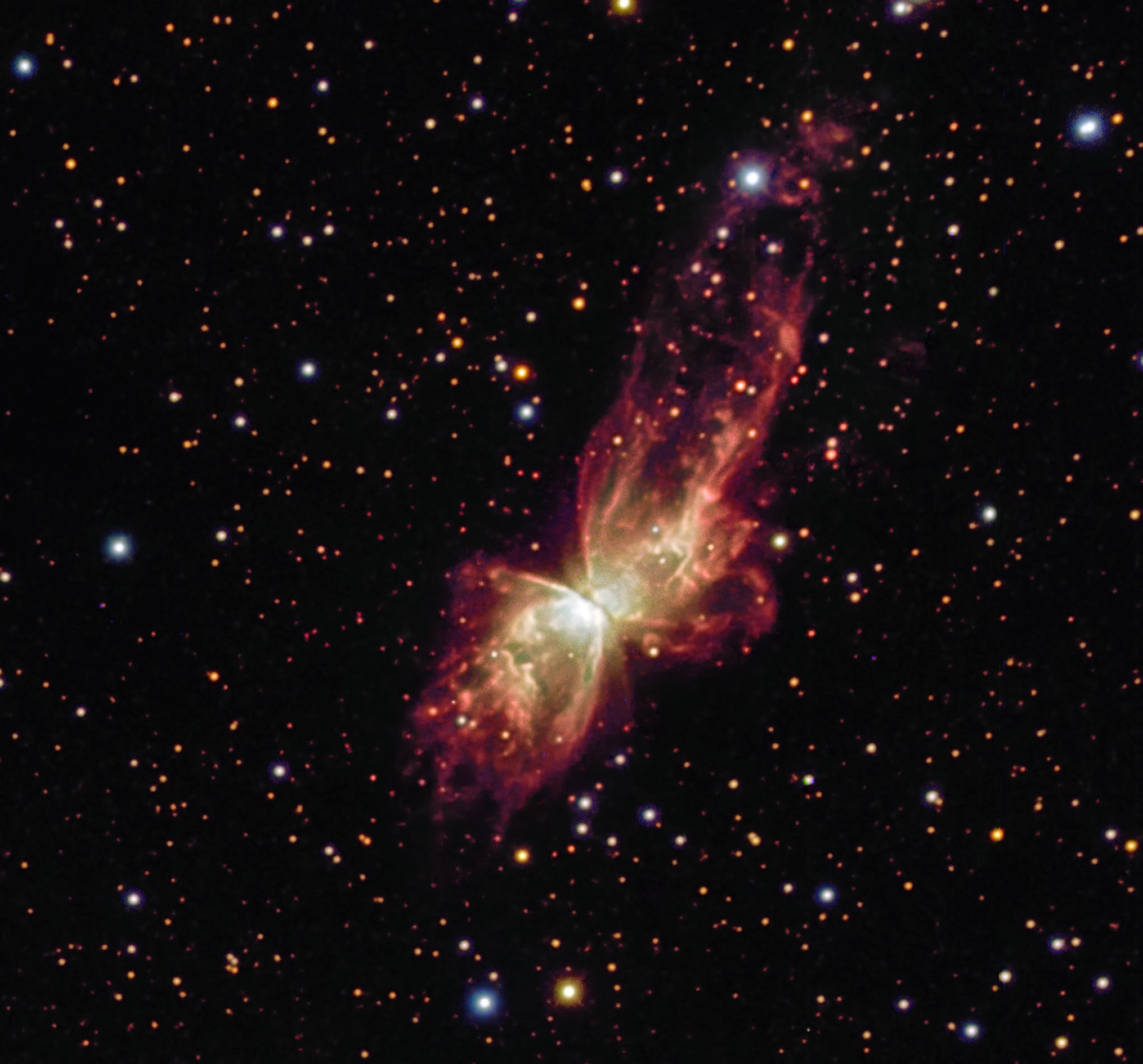
Snímek NGC 6302 z dánského dalekohledu o průměru 1,5 m na observatoři La Silla. Autor: ESO.
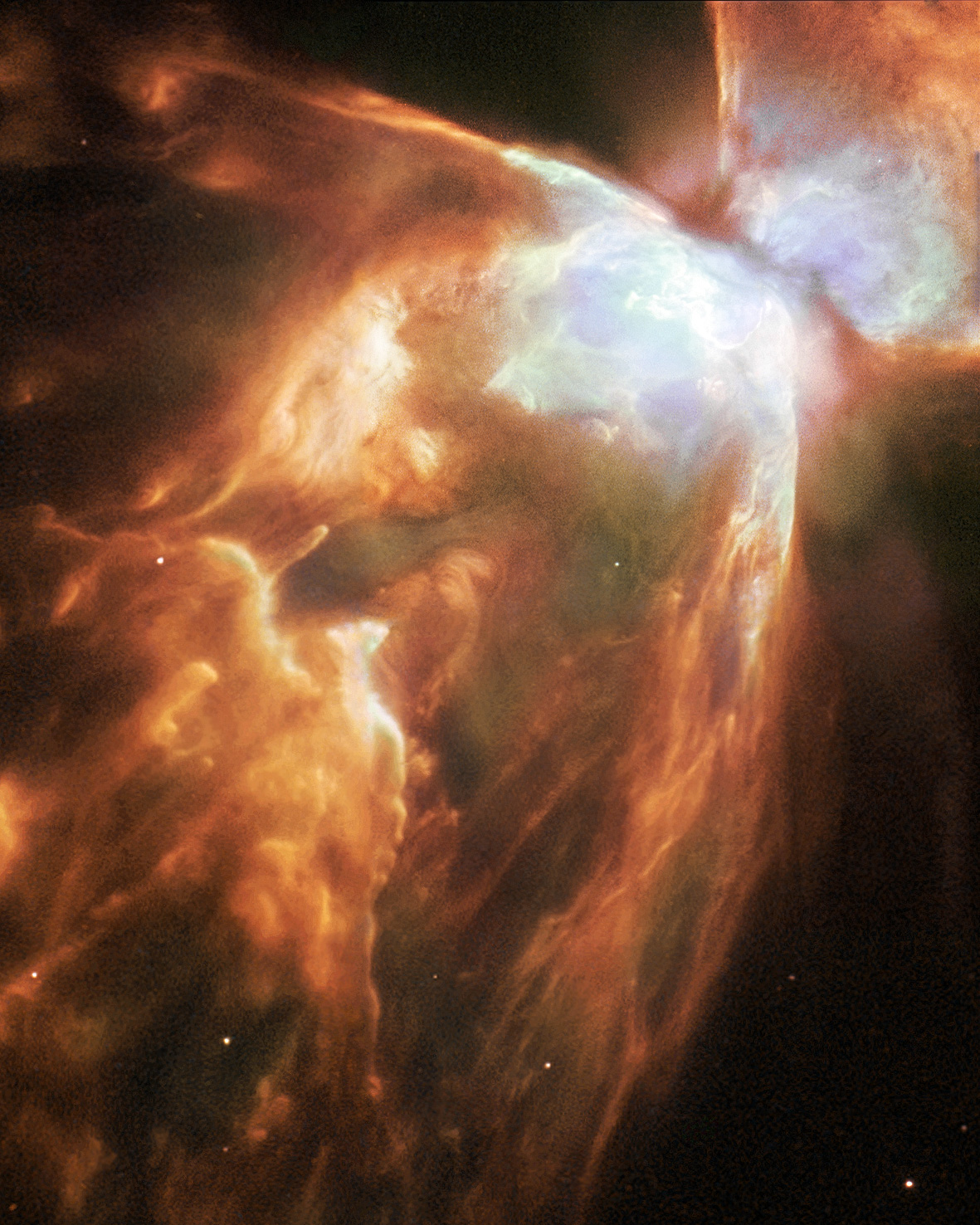
Podrobný snímek NGC 6302 z Hubbleova vesmírného dalekohledu. Autor: NASA, ESA a A. Zijlstra (UMIST, Manchester, UK).